# Hisingens Cykelklubb
Hisingens Cykelklubb (Hisingens CK, HCK) är en cykelklubb på Hisingen i Göteborg, bildad den 1 december 1952. Klubben är Göteborgs största och har varit Sveriges näst största cykelklubb. I januari 2009 hade klubben strax över 800 medlemmar. År 2023 hade klubben cirka 300 medlemmar. Klubblokalen ligger på Arvid Lindmansgatan i stadsdelen Slättadamm. Man bedriver cykelverksamhet inom landsvägscykling (motion och tävling), mountainbike och långdistans (randonneur).
Sedan 1977 är klubben arrangör av motionsloppet Hisingen Runt, som ingår i Göteborgsklassikern. Sedan 2014 arrangeras även motionsloppet Västkusten Runt, som är Västsveriges längsta motionslopp på cykel.

## Cyklister i urval
- Uno Borgengård (SM-guld 1957)
- Susanne Ljungskog (SM-guld 1998)
- Bobbi Thorén

## Historia
- 1952 – Hisingens Cykelklubb grundas 1 december i den blivande ordföranden Gösta Samuelssons lägenhet.
- 1954 – Klubbens arrangerar en 2-dagarstävling för svenska cykeleliten tillsammans med Uddevalla IS.
- 1957 – Uno Borgengård blir svensk mästare på 18 mil. Klubben blir utmärkt till Göteborgs framgångsrikaste idrottsklubb. En cykelunion bestående av Hisingens CK, CK Master, Örgryte Velocipedklubb bildas i syfte att främja cykelsporten i Göteborg.
- 1963 – Bengt Nilsson väljs in som klubbens första hedersmedlem.
- 1964 – Allvarliga planer finns på att lägga ner klubben.
- 1965 – Reine Jonsson vinner B-klassen vid SM.
- 1968 – Klubbens internationella tävling "Västkustens 3-dagars" arrangeras för första gången. Klubben får sina första kvinnliga cyklister.
- 1977 – Motionsloppet "Hisingen Runt" arrangeras för första gången.
- 1978 – Carita Jonsson vinner USM i FB-klassen över 10 km
- 1981 – Motionssektionen "HCK Motion" bildas och får 40 medlemmar.
- 1983 – Leif Johnsson, J Koskinen och Bertil Modin blir klubbens första cyklister att klara av ultraloppet Paris–Brest–Paris.
- 1987 – HCK cyklisten Ewa Eriksson blir första kvinnliga svensk att klara av Paris–Brest–Paris.
- 1998 – Susanne Ljungskog vinner SM i linje över 93 km
- 1993 – Bobbi Thorén blir första svensk att klara av Race Across America. Han var dessutom loppets enda amatör.
- 1999 – Rolf Winnerholm vinner Rättsväsendets och Räddningstjänstens världsmästerskap i tempo och linje.
- 2003 – Rolf Winnerholm vinner Rättsväsendets och Räddningstjänstens världsmästerskap i tempo för andra gången.
- 2005 – Kristian Lindgren vinner randonnée-loppet Stockholm-Göteborg
- 2006 – Race bildas Fredrik Wennergren 1:a Götalands H30.
- 2007 – Kristina Schultz blir den första svenska kvinnan som klarar Paris–Brest–Paris för andra gången. Glenn Dahl silver på Götalands H30, Janne Aarnseth silver på Götalands H40, Micke Jönsson brons på Götalands H40.
- 2008 – Veteran-SM H30 tempo 2:a Erik Saeden, 3:a Glenn Dahl. H30 tempo lagtävling 1:a Erik Saeden, Glenn Dahl, Johan Lafin. H40 tempo lagtävling 3:a Mikke Jönsson, Janne Aarnseth, Per-Anders Edh. H30 partempo 2:a Glenn Dahl, Erik Saeden. Kinnekulleloppet H30 2:a Glenn Dahl, 3:a Martin Hertzman. Veteran-NM H30 2:a Glenn Dahl.
- 2010 – Götalands 3 guld, Senior: Daniel Nyström, D40 linje och tempo Maria Hermansson
- 2011 – Maria Hermansson vinner D40 tempo och linjeloppet i Nordiska veteranmästerskapen och SM
- 2012 – Maria Hermansson vinner SM D40 tempo och linje hon kommer dessutom 2:a i VM D40. D30 SM 2:a Moa Johansson. Götalands D30 linje 1:a Moa Johansson, H30 linje 2:a Gabor Kugler, H50 linje 3:a Martin Johansson.
- 2014 – Motionsloppet "Hisingen Runt"  går ner på en distans och det nya motionsloppet Västkusten Runt med längre distanser föds.